# Zygaena dupuyi
Zygaena dupuyi är en fjärilsart som beskrevs av Frederick Reiss 1950. Zygaena dupuyi ingår i släktet Zygaena och familjen bastardsvärmare. Inga underarter finns listade i Catalogue of Life.